# 亚历山大·科茨
亚历山大·伊戈列维奇·科茨（俄语：Александр Игоревич Коц，1978年9月3日—）是一位俄罗斯记者、编辑。他主要为共青团真理报和他自己的电报频道提供新聞素材。
自2014年俄乌战争爆發以来，亚历山大·科茨一直在顿巴斯报道这场战争。2014年初，亚历山大·科茨呆在斯洛維揚斯克報道新聞。在乌克兰军队夺回斯洛维扬斯克后，科茨搬到了顿涅茨克並繼續報道新聞。 科茨報道的新聞被指控含有偏见以及未经证实的信息。 
2022年俄罗斯入侵烏克蘭以来，亚历山大·科茨也一直在积极报道乌克兰新聞，他報道的新聞比較偏向俄羅斯方面。例如他在報道布恰大屠杀时否认屠殺是俄罗斯军队所為，他認為一系列屠殺是由乌克兰單方面策划。 
他在報道新聞時大多数情況下都身穿军装，而且軍裝上不含有“PRESS”字樣，这违反了战争法和日内瓦公约。 
烏克蘭國家安全局禁止亚历山大·科茨入境乌克兰。 2022年5月，亚历山大·科茨受到英国制裁，后来又受到澳大利亚制裁。 